# Fallout 76
Fallout 76 je akční RPG z roku 2018, které vyvinula společnost Bethesda Game Studios a vydala Bethesda Softworks. Hra patří do série Fallout a jedná se o prequel k předchozím dílům. Fallout 76 je první multiplayerovou hrou studia Bethesda Game Studios.

## Synopse
Zpočátku se odehrává v roce 2102 a hráči ovládají obyvatele Vaultu 76, který se musí vydat do zchátralého otevřeného světa známého jako "Appalachia", aby znovu kolonizoval region a odhalil záhadnou nákazu, která vyhubila jeho obyvatele.

## Vývoj
Vývoj začal v roce 2013 a zahrnoval spolupráci s vývojářským studiem BattleCry Studios. Hra využívá upravenou verzi enginu Creation Engine společnosti Bethesda, což umožnilo přizpůsobení hry pro více hráčů a detailnější herní svět než v předchozích hrách. 
Fallout 76 prošel problematickým vývojem a značně omezeným časem. Došlo k vysoké fluktuaci zaměstnanců, což bylo přičítáno nedostatku vedení a designu hry, zatímco četné závady byly kontrolou kvality ignorovány.

## Vydání
Hra vyšla 14. listopadu 2018 pro PlayStation 4, Windows a Xbox One.
Hra byla vydána s obecně smíšenými recenzemi, které kritizovaly technické problémy hry, celkový design a počáteční absenci nehratelných lidských postav. Řada reakcí společnosti Bethesda a pokusů o průběžnou opravu hry v následujících měsících po jejím vydání se setkala s kritikou. Hra se stala předmětem několika kontroverzí, hlavně co se týče kvality fyzického obsahu, a vyznačuje se negativním přijetím.
V říjnu 2019 byla do hry přidána služba prémiového předplatného s názvem Fallout 1st. V dubnu 2020 byla vydána první velká aktualizace Wastelanders, která představila lidské nehratelné postavy a setkala se s příznivějším přijetím.
Do konce roku 2018 se hry prodalo 1,4 milionu kopií. Fallout 76 postupem času zaznamenal nárůst počtu hráčů, přičemž vrcholu dosáhl v roce 2024, kdy byl vydán televizní seriál Fallout na Amazon Prime.